# M11 (Russland)
Die M11 Newa (russisch М11 Нева) ist eine Fernstraße in Russland. Sie führt über dem Chimki-Wald aus Moskau heraus in nordwestlicher Richtung über Twer bis nach Sankt Petersburg. Die M11 ist komplett durchgängig als Autobahn ausgebaut und mautpflichtig. Die Autobahn ist ein Teil des Westeuropa-Westchina-Verkehrskorridor und ein Teil des Asian Highway AH8. Die Autobahn wird von dem Staatlichen Autobahnbetreiber Awtodor verwaltet. Bis 2010 trug die M11 den Namen der heutigen A180.

## Geschichte
Die ersten Planungen kamen aus dem Jahr 2003 vom russischen Verkehrsministerium sowie vom russischen Präsidenten Wladimir Putin als Ersatzstrecke der parallel verlaufenden M10. Die Fernstraße M10 ist einer der häufigsten frequentierten Straßen in Russland, die die wichtigsten Städte Russlands Moskau und Sankt Petersburg verbindet. Das durchschnittliche Verkehrsaufkommen lag von 40.000 Autos bis zu 120.000 Autos am Tag, sodass die M10 nicht mehr den steigenden Verkehr bewältigen konnte. Deswegen startete man im Jahr 2006 das Ausschreibungsverfahren für den ersten Bauabschnitt zwischen Moskau und Peschki. Im Jahr 2008 hat das russische Verkehrsministerium von den drei an der Ausschreibung beteiligten Unternehmern das Bauunternehmen North-West Concession Company (NWCC) ausgewählt und beauftragt, das erste Teilstück der neuen Autobahn zu bauen. Im Jahr 2010 starteten die Bauarbeiten. Der Bau wurde jedoch kurze Zeit später von dem russischen Präsidenten Dmitri Medwedew gestoppt, da Proteste wegen der Abholzung des Chimki-Waldes stattgefunden hatten. Nach einigen Umplanungen wurde dann im Jahr 2012 mit dem Bau der Autobahn fortgesetzt. Im Jahr 2014 wurde dann das erste Teilstück der neuen Autobahn fertiggestellt. Die Autobahn hat 520 Milliarden Rubel gekostet (7,4 Milliarden Euro) und galt derzeit zu den wichtigsten Infrastrukturprojekten Russlands, die vom Staat aber auch von privaten Investoren investiert wurden. Die Autobahn M11 sollte bis zum Jahr 2018 rechtzeitig zur Fußball-Weltmeisterschaft fertiggestellt werden. Jedoch kam es zu Bauverzögerungen wegen weiterer Proteste von Waldabholzungen sowie von archäologischen Funden, sodass die Autobahn erst im Jahre 2019 zum größten Teil fertiggestellt wurde. Die neue Autobahn ist ein Teil des Westeuropa-Westchina-Verkehrskorridor, den es bereits seit Mitte der 2000er Jahre gibt. Da die Handelsbeziehungen zwischen China und der EU intensiver wurden, beschloss man eine 8.500 Kilometer lange Autobahnroute von China über Kasachstan und Russland nach Europa zu bauen. Am 28. Dezember 2023 wurde ein weiterer Autobahnabschnitt nordwestlich von Twer eröffnet. Am 16. Juli 2024 wurde das letzte Teilstück der M11 nordöstlich von Twer durch den russischen Präsidenten Wladimir Putin eröffnet und damit die gesamte Autobahn von Moskau nach Sankt Petersburg fertiggestellt.

## Verkehrsfreigaben
| Datum             | Abschnitt                                         | Länge  |
| ----------------- | ------------------------------------------------- | ------ |
| 28. November 2014 | 258–330 km (Budowo–Wyschni Wolotschok)            | 72 km  |
| 23. Dezember 2014 | 15–58 km (Moskauer Autobahnring–Peschki)          | 43 km  |
| 15. Dezember 2017 | 209–258 km (Mednoje–Budowo)                       | 49 km  |
| 6. Juni 2018      | 330–543 km (Wyschni Wolotschock–Weliki Nowgorod)  | 213 km |
| 1. September 2018 | 58–97 km (Peschki–Autobahnzubringer Klin)         | 39 km  |
| 3. Juli 2019      | 97–147 km (Autobahnzubringer Klin–Woskresenskoje) | 50 km  |
| 3. September 2019 | 543–649 km (Weliki Nowgorod–Tosno)                | 106 km |
| 27. November 2019 | 649–684 km (Tosno–Autobahnring Sankt Petersburg)  | 35 km  |
| 28. Dezember 2023 | 176–209 km (Twer–Mednoje)                         | 33 km  |
| 16. Juli 2024     | 147–176 km (Woskresenskoje–Twer)                  | 29 km  |

## Galerie

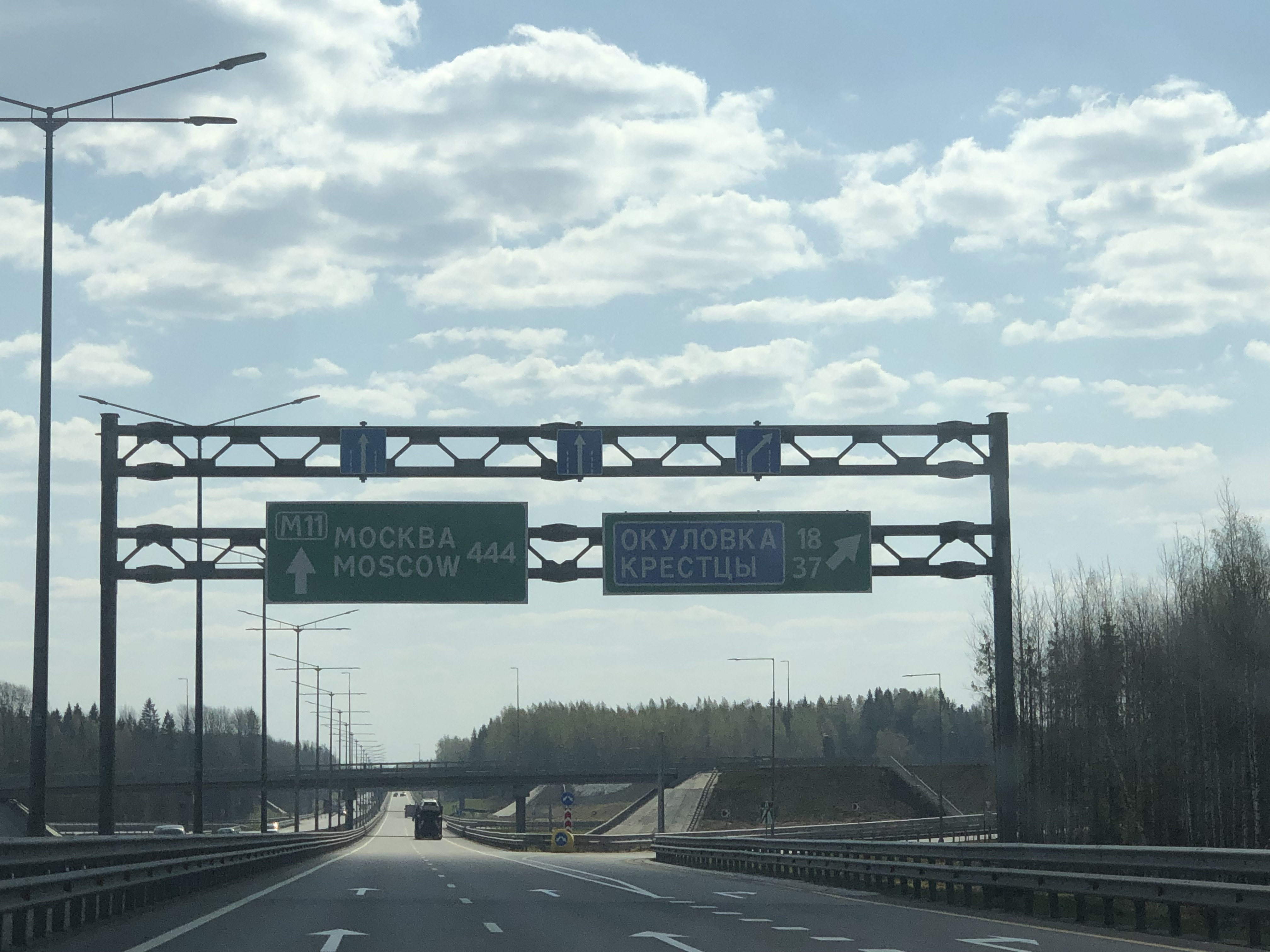
Autobahnausfahrt bei Okulowka
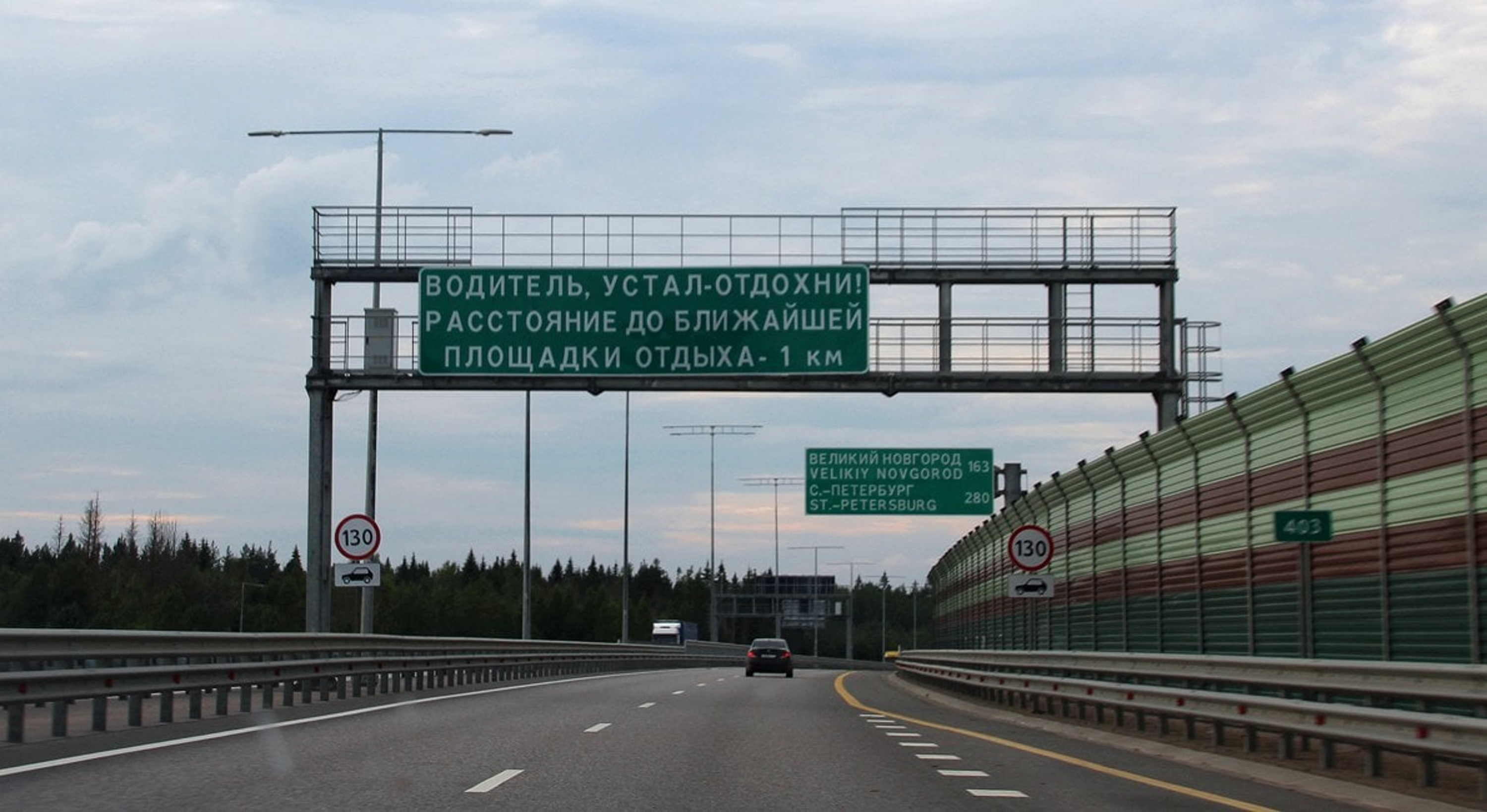
Die Autobahn M11 bei Uklowka mit einer zulässige Höchstgeschwindigkeit von 130 km/h
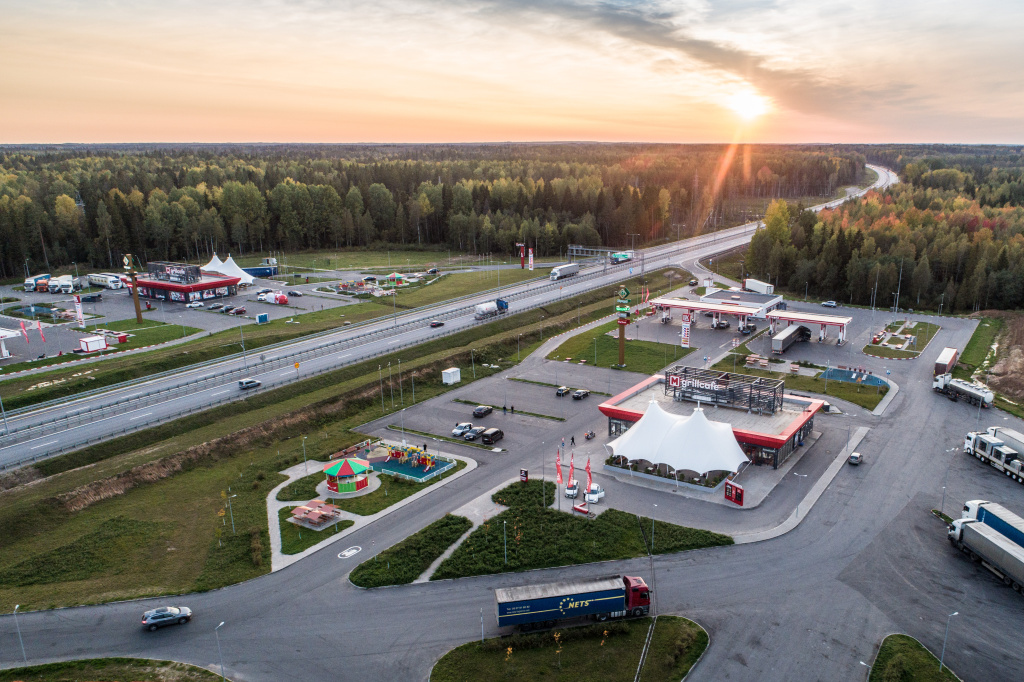
Autobahnraststätte bei Okulowka
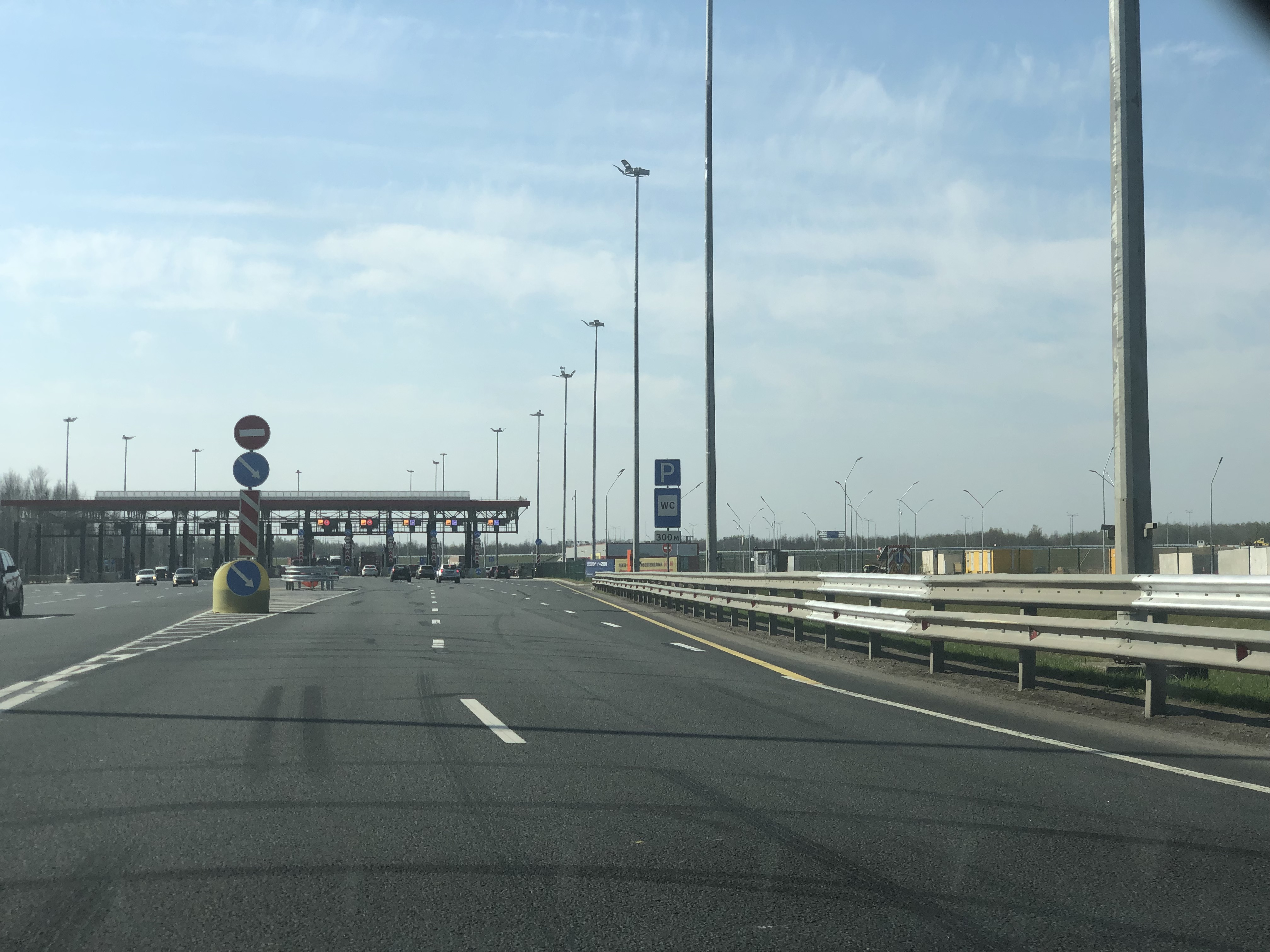
Mautstelle bei der Autobahnausfahrt Weliki Nowgorod
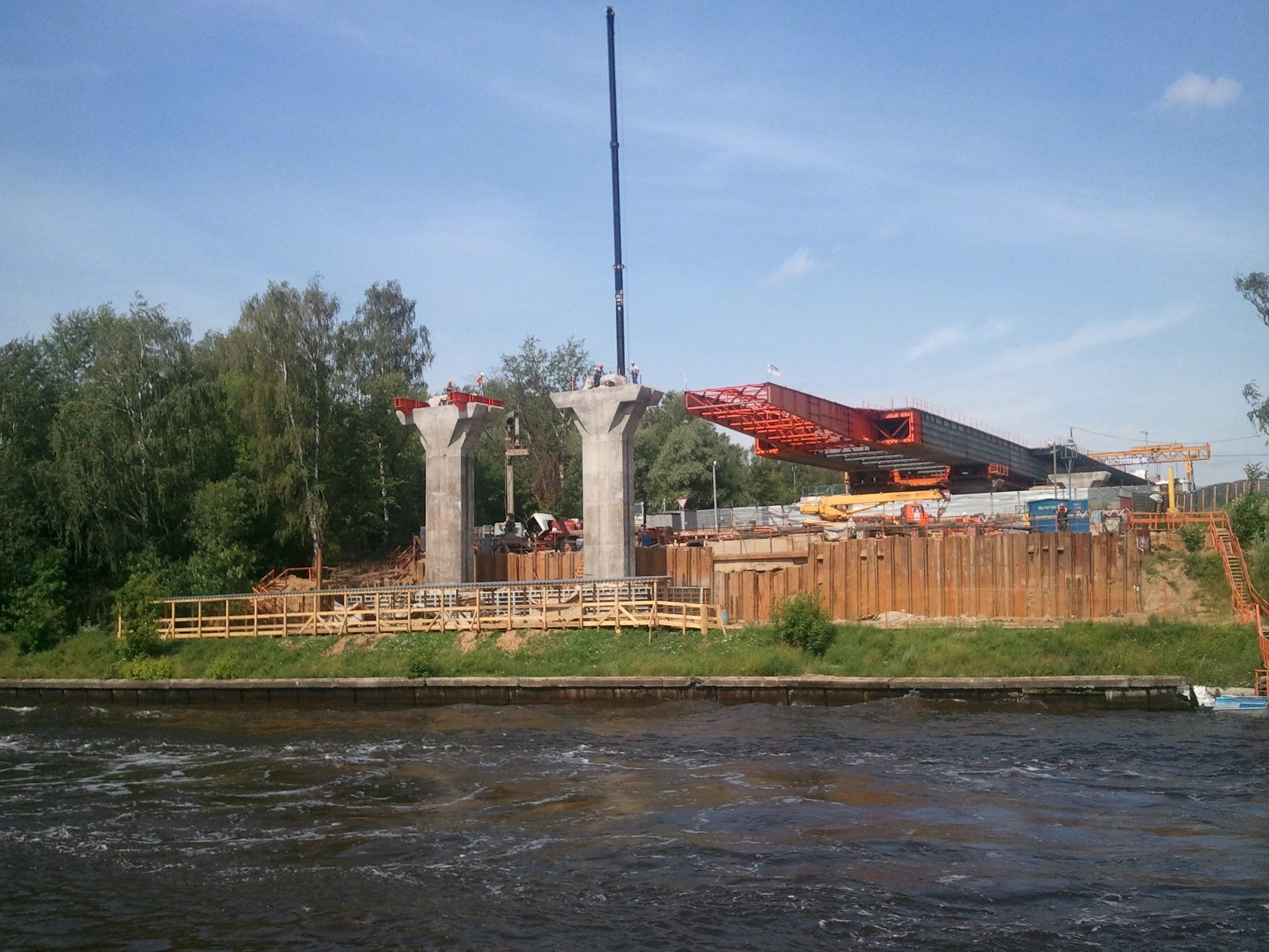
Brückenbau über den Moskaukanal (2012)
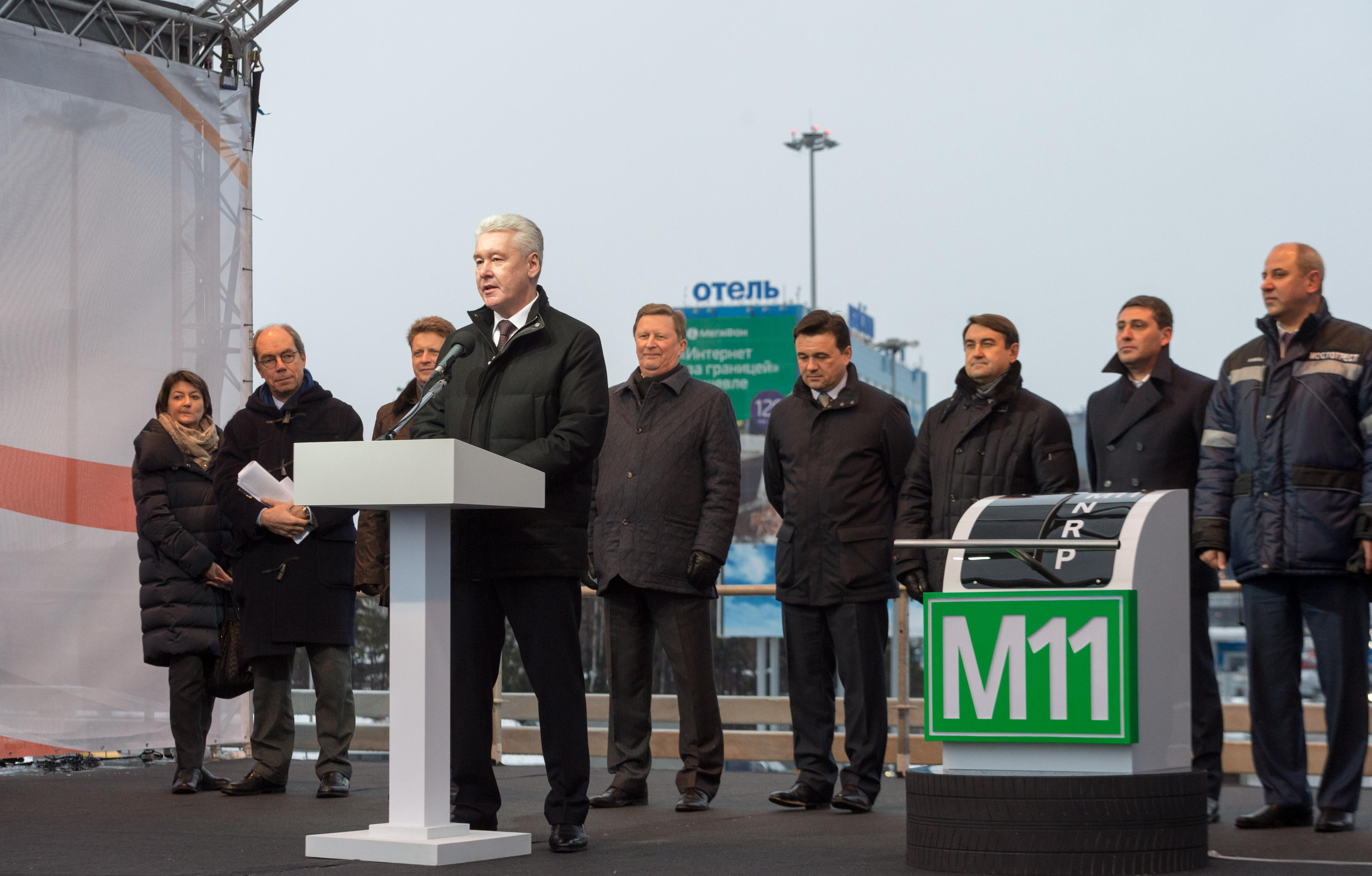
Eröffnung der neuen Autobahn am 23. Dezember 2014 durch den Moskauer Oberbürgermeister Sergei Sobjanin